# Malavijsko jezero
Malavijsko jezero (tudi Njaško jezero oz. Njasa) je eno od afriških velikih jezer, ki leži na meji med Malavijem, Mozambikom in Tanzanijo v Vzhodni Afriki, kjer se stikata vzhodni in zahodni krak  Vzhodnoafriškega tektonskega jarka. S površino približno 30.000 km² je tretje največje afriško jezero. Njegov glavni dotok je reka Ruhuhu, ki priteče iz Tanzanije in zaradi spremenljivega pretoka na desetletni ravni povzroča nihanje vodostaja za do 7 metrov. Iztok, reka Shire, je pritok Zambezija.
Je geološko starodavno in globoko jezero, v katerem verjetno živi več kot 500 vrst rib iz desetih družin, kar je največ od vseh jezer na svetu. Več kot devet desetin ribjih vrst naj bi bilo endemnih. Izstopajo ostrižniki, kjer je prišlo do intenzivne radiacije vrst in jih zdaj v jezeru živi kakšnih 400 (od tega vse razen petih endemne), kar znaša skoraj tretjino vse raznovrstnosti ostrižnikov. Južna obala je zaščitena kot narodni park, v splošnem pa ribjo favno ogroža prekomeren ribolov.
Prvi zahodnjak, ki je poročal o obstoju jezera, je bil portugalski raziskovalec Caspar Boccaro v začetku 17. stoletja. Kasneje, leta 1859, ga je z juga dosegel David Livingstone in ga poimenoval Njasa (beseda pomeni kar »jezero« v lokalnem jeziku). Zdaj tvori večino vzhodne meje Malavija. Severni del je predmet spora med Malavijem, ki si lasti celotno širino jezera vse do vzhodnega brega, in Tanzanijo, ki vztraja pri meji po sredini.